# V498 Возничего
V498 Возничего (лат. V498 Aurigae) — одиночная переменная звезда в созвездии Возничего на расстоянии (вычисленном из значения параллакса) приблизительно 5782 световых лет (около 1773 парсеков) от Солнца. Видимая звёздная величина звезды — от +14,4m до +13,3m.

## Характеристики
V498 Возничего — красный гигант, пульсирующая медленная неправильная переменная звезда (LB:) спектрального класса M. Радиус — около 71,89 солнечных, светимость — около 557,263 солнечных. Эффективная температура — около 3308 K.